# Pujayo
Pujayo es una localidad del municipio de Bárcena de Pie de Concha (Cantabria, España). En el año 2024 contaba con una población de 75 habitantes (INE). Esta localidad está situada a 415 metros de altitud sobre el nivel del mar, y a 3 kilómetros de la capital municipal, Bárcena de Pie de Concha.

## Naturaleza
- Hayedo de Montabliz-Vaocerezo.
- Pico de Obios 1223 m.
- Parque natural del Saja-Besaya. Reserva nacional de caza del Saja.

## Patrimonio
Destaca del lugar la iglesia de San Martín remodelada (siglo XVI), incluida como bien Inventariado en el Inventario General del Patrimonio Cultural de Cantabria.
La Villa contaba con una ermita románica advocada a San Lorenzo consagrada en 1132 por el obispo de Burgos, Simón III, situada en junto al puente de Pujayo cerca de la unión de los ríos Galerón y el Bisueña, la decoración es detallista y bien esculpida, estaba en estado de ruina y fue comprada y reconstruida en Molledo por César Silió, ministro de Instrucción Pública y Bellas Artes durante el reinado de Alfonso XIII.
La villa se encuentra junto a calzada romana del valle del Besaya que la une con Mediaconcha y Somaconcha vía Pie de Concha.
También se encuentra cerca el Castro de los Agudos Castros en Cantabria, Guerras Cántabras. Se encuentra el Junto al pico de Obios, paso natural hacia el Sur al Valle de Campoo, al oeste al Valle de Cabuérniga y al Norte a la Villa de San Vicente de León con la que ha mantenido buenas relaciones de vecindad desde tiempos inmemoriales.

## Historia
Está documentado que cercana a la ermita de San Lorenzo estaba la Alberguería de San Florencio. Existe documento del siglo XII de cesión de la ermita por la reina Urraca I de León. Cuenta la leyenda que los mozos acudieron solícitos a reparar una rueda rota de su carruaje a su paso por esta Villa, por ello fueron exentos de los tributos en moneda y otros en especies que tenían las Villas, en especial se recuerda el de reclutamiento de mozos.[cita requerida]
Existe también documento de 1169 de la cesión de la Villa de Pujayo y la iglesia de San Martín a la Alberguería de San Florencio de Alfonso VIII.

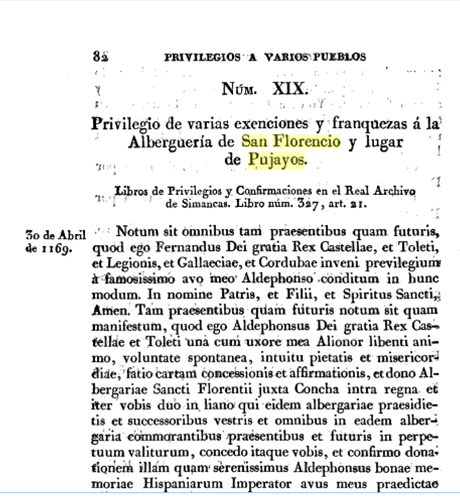
Privilegios

Parece ser citado como «Puxayo» en el Becerro de las Behetrías de Castilla en 1352 indicando que no tiene tributos al rey salvo en las de dos cuarterones de escandia.
Es documentado por el Catastro de Ensenada del marqués de la Ensenada en 1749 como Villa de Pujayo. De señorío y perteneciente al Convento de San Lorenzo. Sin tributos, confirmado por los Reyes Católicos y confirmado por el rey en ese momento Fernando VI.

Participó como Villa soberana en 1778 en la creación de provincia de Cantabria enviando su delegado a las juntas de Puente San Miguel. Es citado por Pascual Madoz en su Diccionario geográfico-estadístico-histórico de España y sus posesiones de Ultramar de 1846:
«Ayuntamiento de la provincia y diócesis de Santander (10 1/2 leguas.), part judicial do Torrelavega (3 4/2), audiencia territorial y ciudad g. de Burgos  ; Situación entre montañas, en términos de no tener más que una sola entrada por la parte del Este útil para carruajes; su Clima es templado; sus enfermedades más comunes constipado y fiebres catarrales. Tiene 44 Casas; escuela de primeras letras dotada con 1,100 rs , a la que asisten 22 niños; iglesia parroquial (San Martín) servida por un cura de ingreso y presentación del marqués de Villatorre, matriz de Mediaconcha ; una ermita (San Lorenzo), y 4 fuentes de buenas aguas. Confina con tierra de Pie de Concha , el anejo y Bárcena Mayor. El Terreno es áspero y do. mediana calidad, y le fertilizan las aguas de un arroyo que llaman Galerón. no hay más Camino carretero que el que dirige á Pie de Concha ; recibe la Correspondencia de Torrelavega. pitón.: trigo, maíz, patatas, alubias, castañas, nueces y pastos; cría ganado vacuno, cabrío y yeguar; caza de corzos, liebres y perdices, y pesca de truchas y anguilas. Pobl. • 50 veciudad. 200 aim. Cont. : con el ayuntamiento.»
En 1822 se constituyó el Ayuntamiento Constitucional del mismo nombre, pero hacia 1870 se integró en el municipio de Bárcena de Pie de Concha, al que pertenece en la actualidad. Es una Junta Vecinal y sigue manteniendo la milenaria tradición del Concejo abierto.

## Demografía
| Gráfica de evolución demográfica de Pujayo entre 1842 y 1860 |
| |
| Población de derecho según los censos de población del INE Población de hecho según los censos de población del INEEntre el censo de 1877 y el anterior, este municipio desaparece porque se integra en el municipio Bárcena de Pie de Concha. |

## Festividades

### Festividad de San Lorenzo

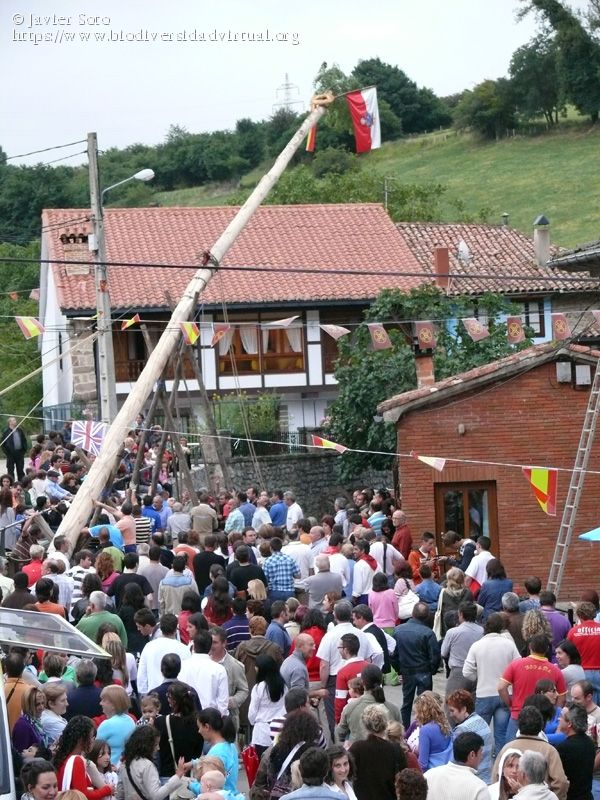
Alzamiento de la Maya durante la festividad de San Lorenzo

La fiesta de San Lorenzo se celebra tradicionalmente en el día 10 de agosto. Un mes antes de dicha fiesta, los mozos del pueblo, bajan dos trozos de un árbol de haya desde el monte y durante unas semanas, la preparan para su alzamiento durante las fiestas de San Lorenzo. Es lo que se conoce como "La Maya", una tradición ancestral que solo se celebra en la Villa de Pujayo y en el pueblo de Silió.
El alzamiento se produce el día anterior a la festividad propia, es decir, el 9 de agosto, cuando durante la tarde, los mozos del pueblo se reúnen en la plaza y levantan a pulso la Maya que han estado preparando previamente. Cuando la Maya queda totalmente izada, comienza la primera noche de verbena.
Al día siguiente, se festeja la misa por San Lorenzo y tras tomar el aperitivo en el bar, cada familia se reúne en su casa para comer. Este día se celebra la última noche de verbena y se da cierre las fiestas.

### Festividad de San Martín
También se celebra San Martín el 11 de noviembre, patrón del pueblo. En esta festividad, los habitantes del pueblo, se reúnen en el bar del pueblo tras la misa y se produce una gran comida en la que participan todos los vecinos del pueblo así como otras personas originarias del mismo.

## Premios a la localidad
Tras varios años quedando entre los finalistas, Pujayo fue galardonada con el Premio Pueblo de Cantabria en 2020.

| Predecesor: Barriopalacio | Premio Pueblo de Cantabria 2020 | Sucesor: Riocorvo |